# Мга (городской посёлок)
Мга — городской посёлок в Кировском районе Ленинградской области России. Административный центр Мгинского городского поселения.

## Название
Название посёлка произошло от названия железнодорожной станции Мга, вместе с которой строился посёлок. Сама станция получила название по реке Мге (или Мха, Муга — топкое место, финское — рыхлая земля, неплотный, свободный, слабый, шаткий грунт, песок, щебень, гравий, смесь, мешанина) — небольшой речке в болотистой местности, по которой во времена Петра I сплавляли лес, предназначенный для строительства Санкт-Петербурга.
По местной легенде, название посёлка произошло от инициалов Марии Григорьевны Апраксиной, якобы основавшей посёлок в середине XIX века у своего загородного имения.

## История
Современный населённый пункт был образован в начале XX века как посёлок при станции на железной дороге Санкт-Петербург — Вологда (строительство станции было начато в 1901 году).
С 1917 по 1920 год посёлок Мга входил в состав Погорелушского сельсовета Лезьенской волости Шлиссельбургского уезда.
С 1921 года в составе Пухоловского сельсовета.
С 1923 года в составе Ленинградского уезда.
Согласно данным переписи населения СССР 1926 года в посёлке Мга проживали 553 человека — большинство русские, а также финны, латыши, немцы, поляки, чехи и карелы.
С февраля 1927 года в составе Мгинской волости. С августа 1927 года по 1960 год посёлок Мга являлся административным центром Мгинского района.
С 1928 года в составе Мгинского сельсовета.
По данным 1933 года посёлок Мга являлся административным центром Мгинского сельсовета Мгинского района, в который входили 6 населённых пунктов: деревни Войтолово, Горы, Келколово, Погорелушка, Пухолово и посёлок Мга, общей численностью населения 3605 человек.
По данным 1936 года в состав Мгинского сельсовета входили 7 населённых пунктов, 207 хозяйств и 5 колхозов.
С 1 июля 1937 года посёлок Мга преобразован в рабочий посёлок, в черту рабочего посёлка Мга была включена деревня Мга.

План посёлка Мга. 1941 год

Согласно топографической карте РККА 1941 года посёлок насчитывал 536 дворов.
С августа 1941 года по январь 1944 года был оккупирован немецко-фашистскими захватчиками. (См. также Мгинская наступательная операция).
С 1960 года в составе Мгинского поссовета Тосненского района.
С 1963 года Мгинский поссовет подчинён Тосненскому горсовету.
С 1965 года Мгинский поссовет подчинён Кировскому горсовету.
По данным 1990 года посёлок являлся административным центром Мгинского поселкового совета Кировского района, в который входили 4 населённых пункта: деревни Келколово и Славянка, посёлки Апраксин и Михайловский, общей численностью населения 10 200 человек.

## География
Посёлок расположен в западной части Кировского района, на федеральной автодороге А120 «Санкт-Петербургское южное полукольцо», в 50 км к востоку от Санкт-Петербурга.
Расстояние до районного центра города Кировска 20 км.
В посёлке расположена железнодорожная станция Мга на линии Санкт-Петербург — Волховстрой.
Через посёлок протекает река Мга.

## Демография
| 1939    | 1979    | 1989    | 2002    | 2006    | 2009    | 2010    |
| ------- | ------- | ------- | ------- | ------- | ------- | ------- |
| 4701    | ↗11 332 | ↘9852   | ↘9613   | ↗9700   | ↗9714   | ↗10 212 |
| 2012    | 2013    | 2014    | 2015    | 2016    | 2017    | 2018    |
| ↗10 327 | ↗10 559 | ↘10 324 | ↘10 285 | ↘10 200 | ↗10 223 | ↘10 176 |
| 2019    | 2020    | 2021    | 2023    | 2024    | 2025    |         |
| ↘10 126 | ↗10 129 | ↗11 150 | ↘11 046 | ↗11 110 | ↗11 119 |         |

Численность населения (тыс. чел.):

## Транспорт
В посёлке расположен крупный железнодорожный узел станция Мга. Через него проходят линии на Санкт-Петербург, Волхов, Гатчину и Сонково, а также ветка на Невдубстрой.

## Фото

Река Мга
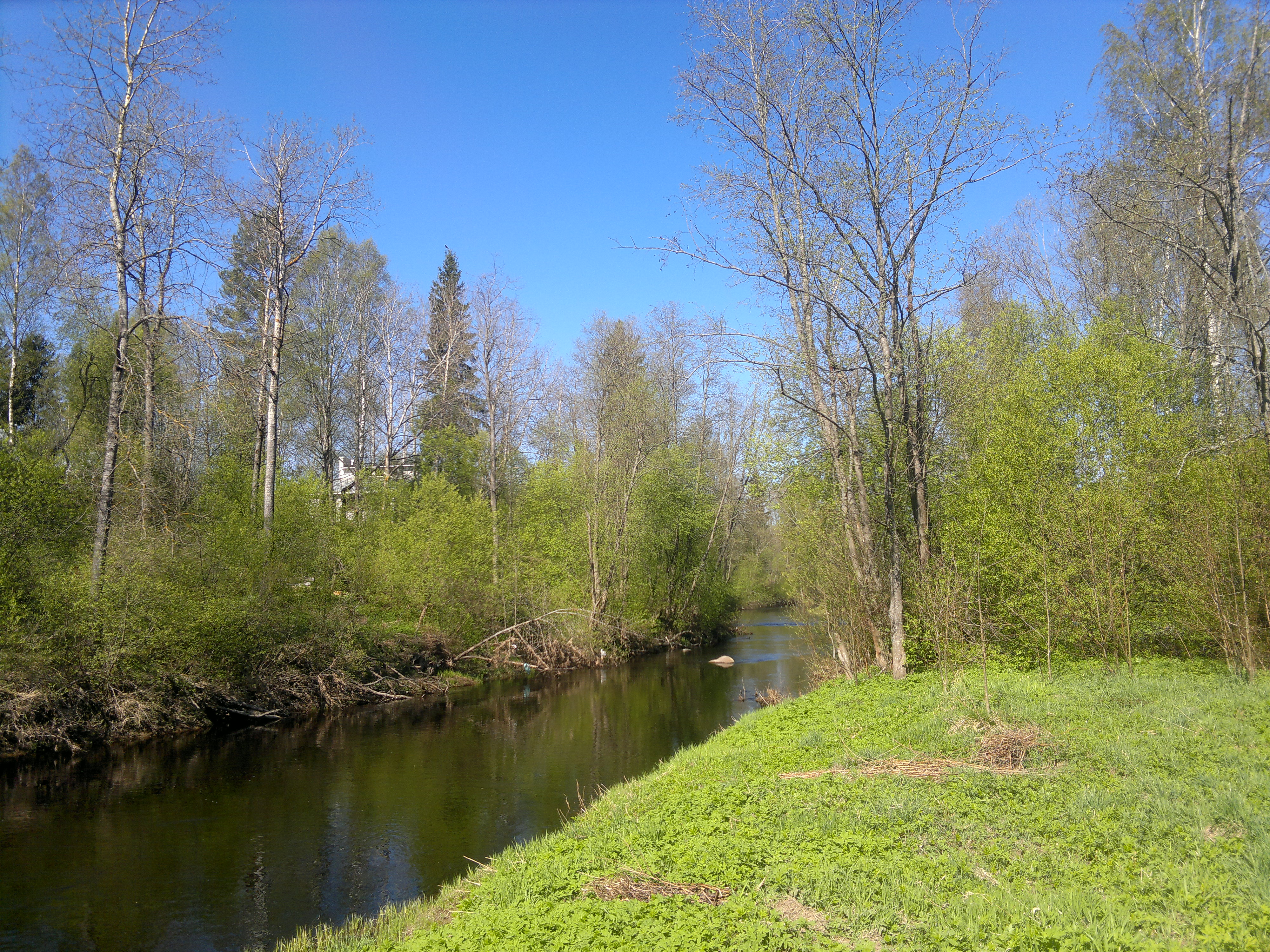
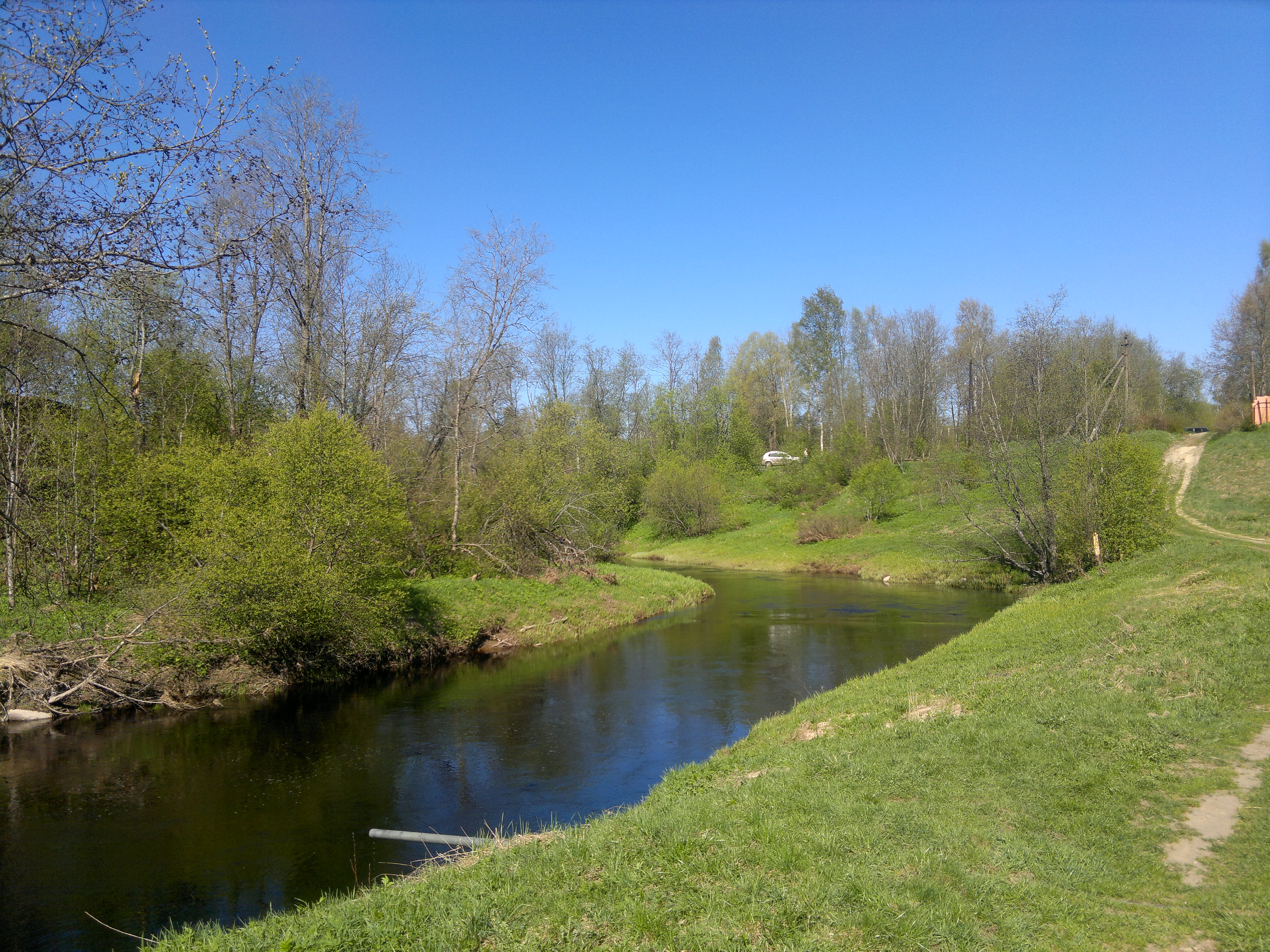
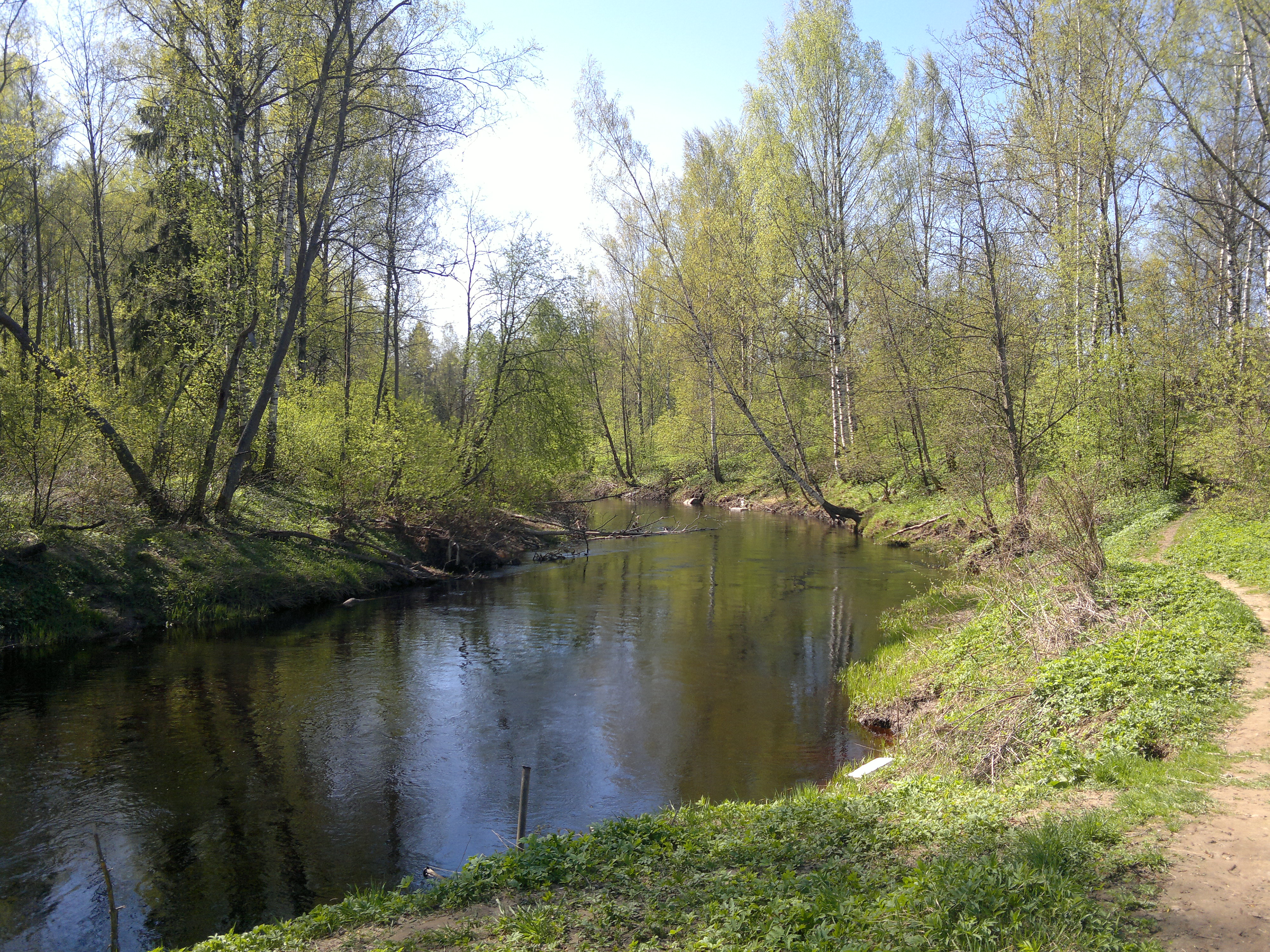